# Macrocera trinubila
Macrocera trinubila är en tvåvingeart som beskrevs av Edwards 1933. Macrocera trinubila ingår i släktet Macrocera och familjen platthornsmyggor. Inga underarter finns listade i Catalogue of Life.